# Dreifaltigkeitskirche (Neudrossenfeld)

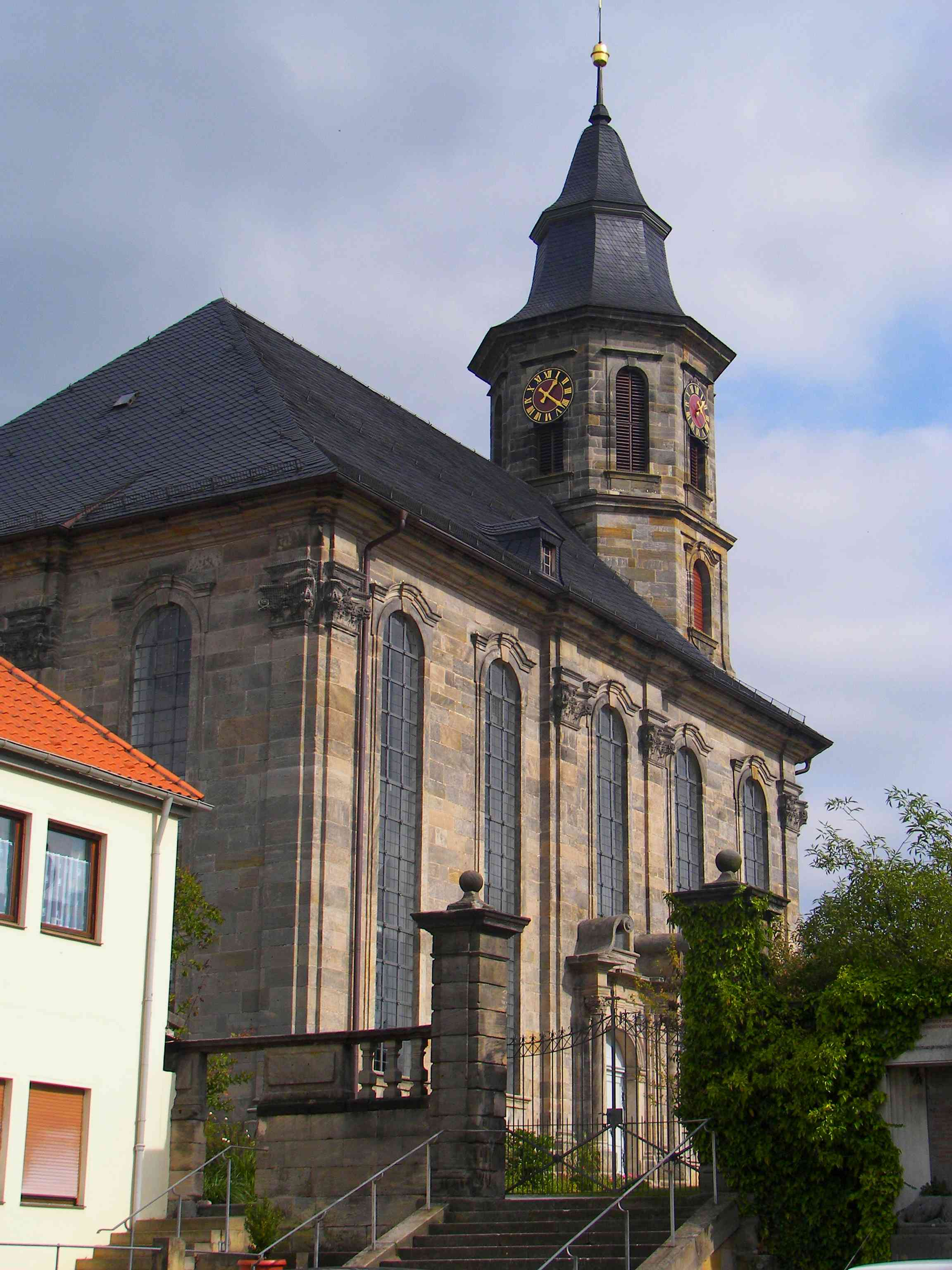
Dreifaltigkeitskirche Neudrossenfeld

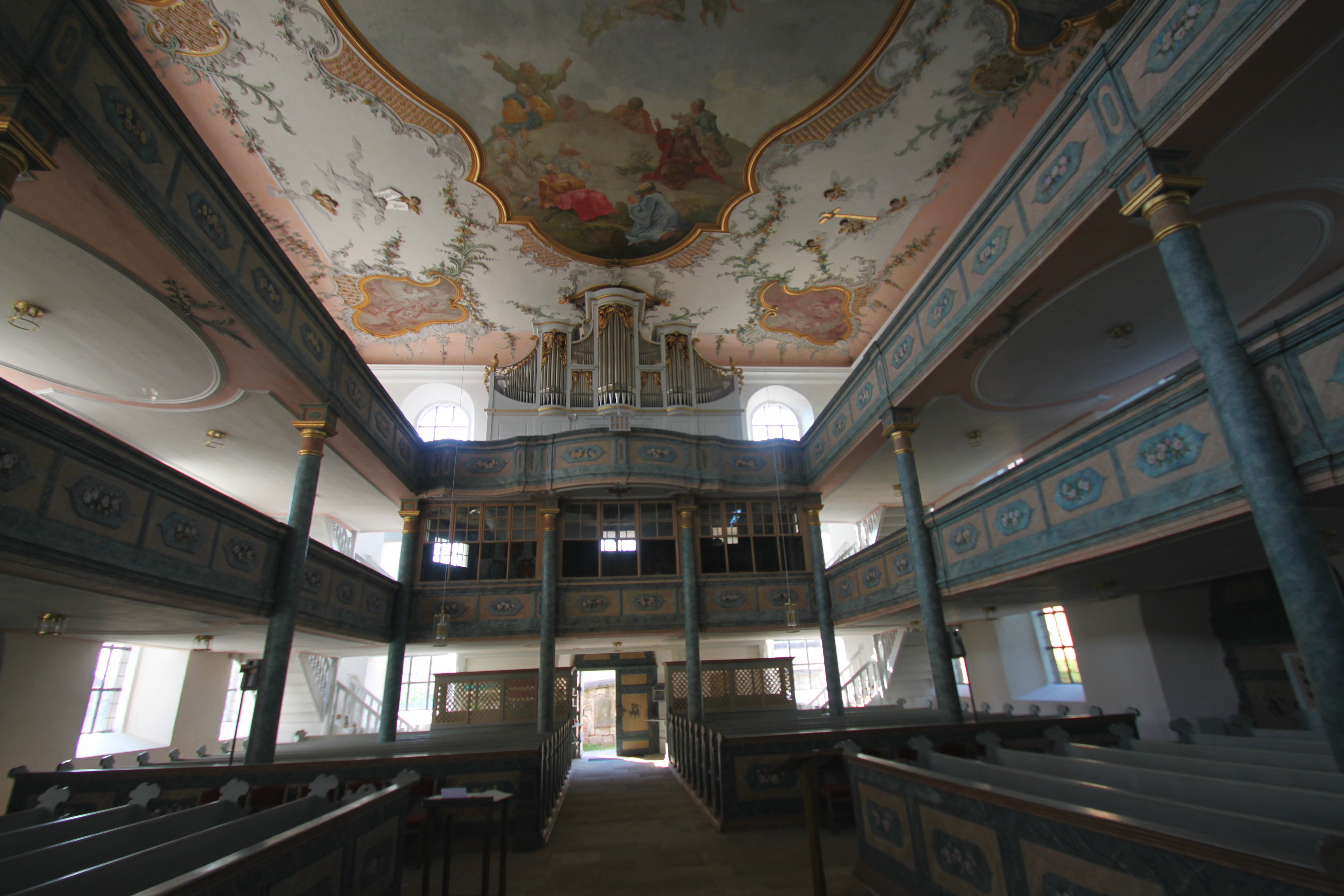
Innenansicht nach Westen

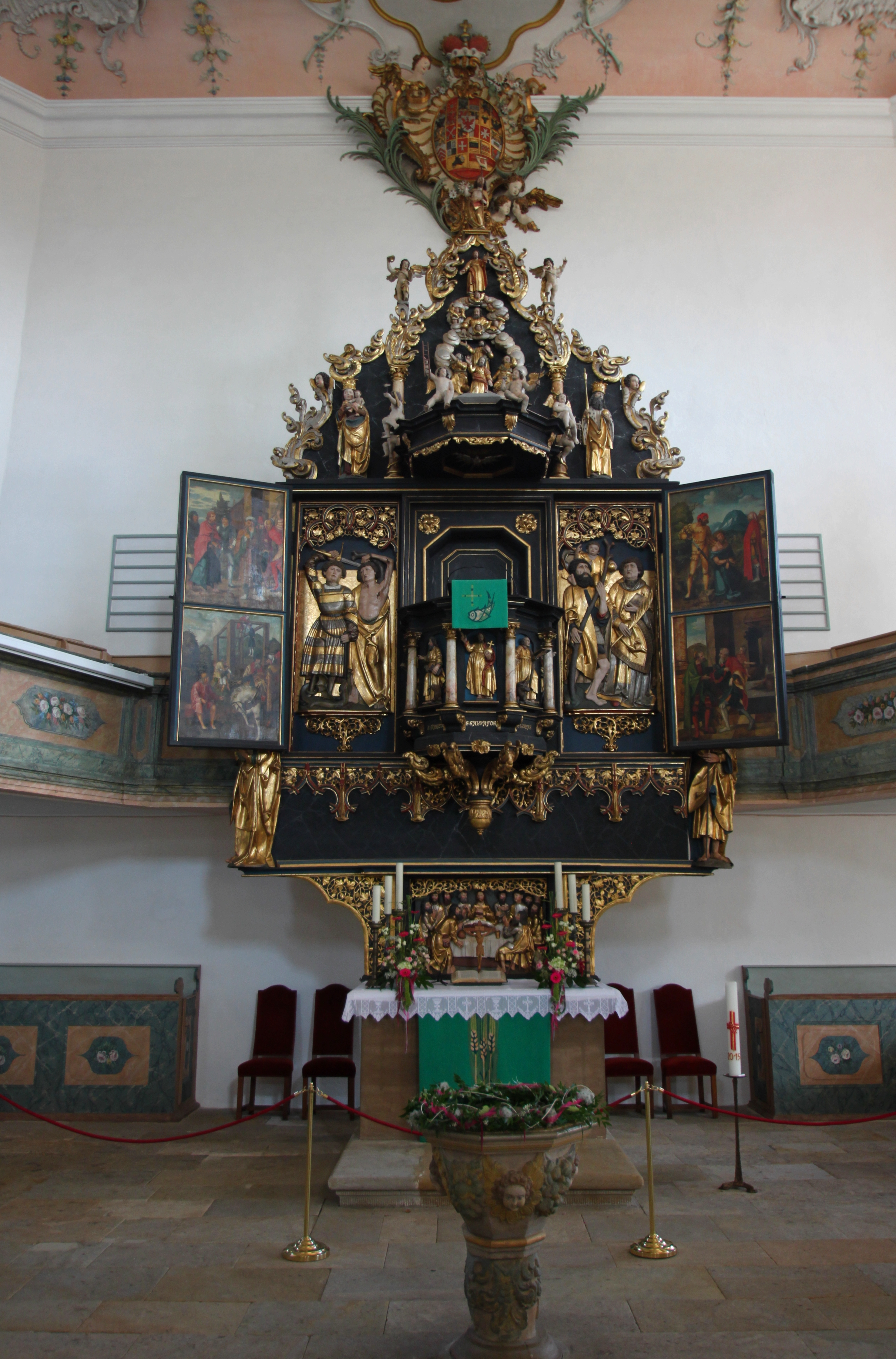
Altar

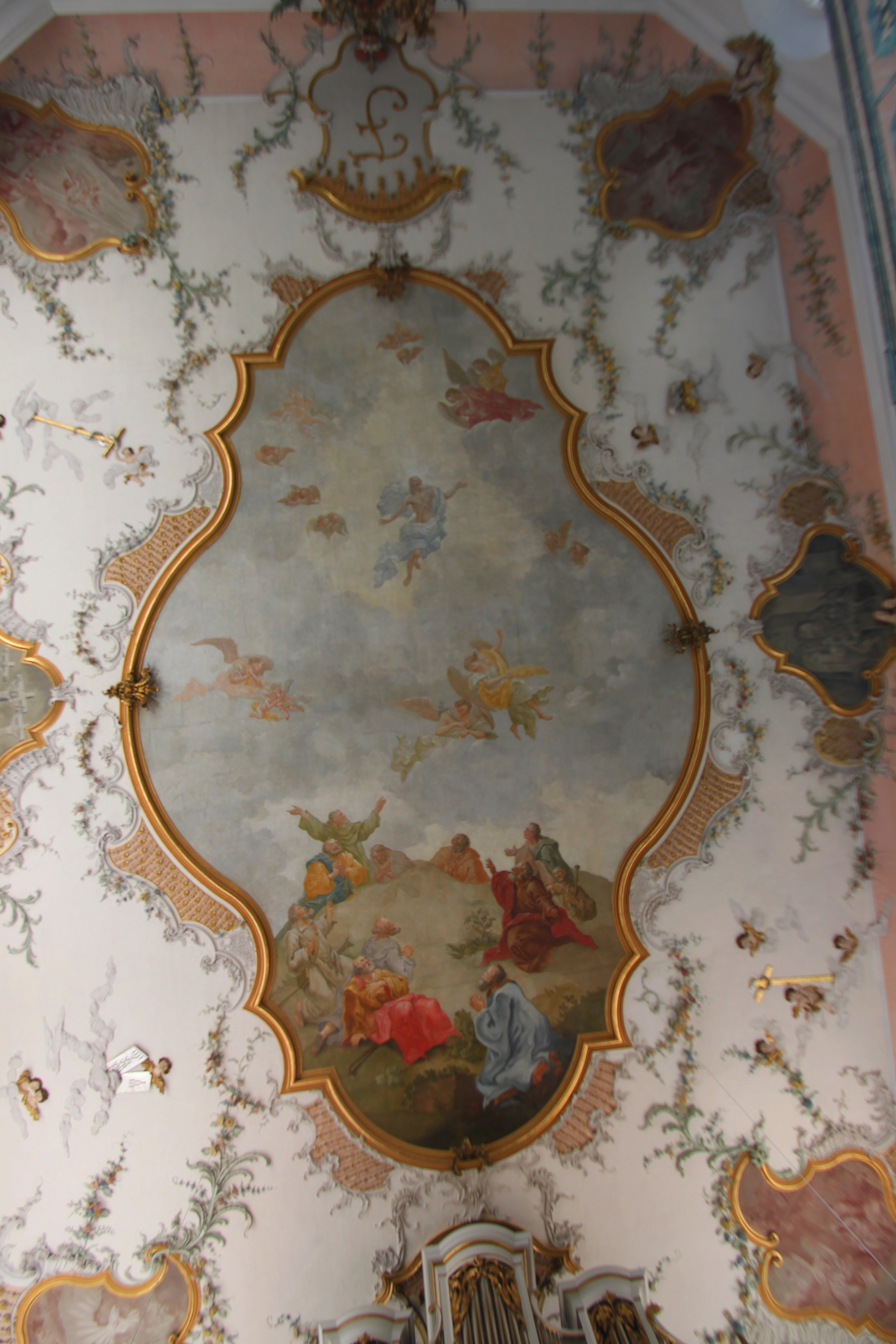
Deckendekoration

Die evangelische Dreifaltigkeitskirche ist eine barocke Saalkirche in Neudrossenfeld im oberfränkischen Landkreis Kulmbach. Sie gehört zur Kirchengemeinde Neudrossenfeld im Dekanat Bayreuth-Bad Berneck der Evangelisch-Lutherischen Kirche in Bayern.

## Geschichte
Die Kirche Neudrossenfeld ist ein einheitlicher, von Johann Georg Hoffmann und Johann Matthäus Gräf in den Jahren von 1737 bis 1757 erbauter barocker Werksteinbau. Die Bauplastik stammt von Johann Friedrich Fischer. Das Bauwerk wurde an Stelle einer Chorturmanlage von 1485 errichtet. Der heutige Ostturm stammt aus den Jahren 1760/1761. Der Innenraum wurde 1958 restauriert, wobei die ursprüngliche Farbfassung wiederhergestellt wurde. Das Bauwerk ist ein charakteristisches Beispiel für die Kirchenarchitektur in der Markgrafschaft Brandenburg-Bayreuth, die durch den pietistischen Superintendenten Christoph Silchmüller und indirekt durch die Markgräfin Wilhelmine von Bayreuth beeinflusst wurde.

## Architektur
Das Bauwerk mit rechteckigem Grundriss und abgeschrägten Ecken im Osten ist in 5 zu 3 Achsen gegliedert, die jeweils von hohen Fenstern beleuchtet werden. Auf drei Seiten sind Mittelrisalite mit korbbogigen Säulenportalen und kolossalen Eckpilastern angeordnet, am Nordportal ist eine Wappenkartusche angebracht.
Der quadratische Ostturm erreicht die Höhe des Saals und wird durch drei achteckige Turmgeschosse mit Welscher Haube bekrönt.
Das Innere ist durch eine doppelte hufeisenförmige Empore auf Holzsäulen eingefasst, deren Brüstungsfelder mit Blumendekorationen bemalt sind. Die reich geschmückte Decke wurde 1756 von Wilhelm Ernst Wunder geschaffen und zeigt ein Gemälde mit der Himmelfahrt Christi im Plafond und in den Nebenbildern Szenen aus dem Leben Christi. Der künstlerisch bedeutende Deckenstuck stammt aus dem Jahr 1759 und wurde durch Giovanni Battista Pedrozzi ausgeführt. Dargestellt sind figürliche Motive aus dem Alten und dem Neuen Testament, die von Blumenranken, Engelsköpfchen, Rocaillen und Gitterwerk gerahmt sind, und wird von einer reich gerahmten, farbig gefassten Kartusche mit dem Monogramm F für Markgraf Friedrich und einer Kartusche mit dem brandenburgischen Wappen ergänzt. Drei Herrschaftslogen auf der unteren Westempore sind mit Deckenstuck, bemaltem Gitterwerk und einer Ledertapete in der Mittelloge ausgestattet und stammen durchweg aus der Bauzeit.

## Ausstattung
Der beachtliche Kanzelaltar wurde in den Jahren um 1680 wahrscheinlich durch Johann Georg Brenck geschaffen und mit Fragmenten von spätgotischen Schnitzaltären vom Ende des 15./Anfang des 16. Jahrhunderts (möglicherweise Bamberger Herkunft) komplettiert. Sie bestehen aus Hochreliefs der Heiligen Georg und Sebastian sowie Christophorus und Laurentius von 1510/1520 und zwei farbig bemalten Flügeln von 1519, die Hans Süß von Kulmbach zugeschrieben werden. Weiter gehören lebensgroße Schnitzfiguren der Heiligen Bartholomäus und Jakobus der Ältere sowie das Abendmahlsrelief in der Predella dazu. Der Kanzelkorb ist mit Figuren der Evangelisten und des Salvator mundi versehen. Im Altaraufsatz sind Einzelfiguren der Heiligen der Madonna und eines heiligen Kaisers sowie eine Gruppe mit der Verklärung Christi zu finden, auf der Rückseite eine bemalte Darstellung des Schweißtuchs der Veronika vom Beginn des 16. Jahrhunderts. Die geschlossenen Flügel zeigen Gemälde  mit Darstellungen der Apostel Petrus und Paulus, die von Hugo Ramge aus München um 1900 ausgeführt wurden.
Ein Taufbecken aus Sandstein stammt aus der zweiten Hälfte des 17. Jahrhunderts.
Die Orgel mit neobarockem Prospekt ist ein Werk von Eberhard Friedrich Heidenreich aus dem Jahr 1842 mit 25  Registern auf zwei Manualen und Pedal. Sie wurde im Jahr 1896 durch Johannes Strebel umgebaut.
Sechs Glocken bilden das Geläut, die älteste ist auf 1430 datiert.

## Umgebung
Das Pfarrhaus ist ein stattliches, harmonisch gegliedertes, zweigeschossiges Bauwerk mit Walmdach und zweiläufiger Freitreppe, das 1764/1765 vermutlich nach Plan von Carl Philipp von Gontard ausgeführt wurde.